# Чёрная (нижний приток Уводи)
Чёрная — небольшая река в России, протекает по Ивановской области.
Устье реки находится по левому берегу реки Уводи. Исток реки западнее населённого пункта Петрилово Шуйского района Ивановской области. Имеет один приток Мотовка (левый). Не судоходна. Населённых пунктов вдоль русла реки нет.